# Klek (berg i Bosnien och Hercegovina, Federationen Bosnien och Hercegovina, lat 44,42, long 18,19)
Klek är ett berg i Bosnien och Hercegovina.   Det ligger i entiteten Federationen Bosnien och Hercegovina, i den centrala delen av landet, 60 km norr om huvudstaden Sarajevo. Toppen på Klek är 736 meter över havet, eller 31 meter över den omgivande terrängen. Bredden vid basen är 0,80 km.
Terrängen runt Klek är huvudsakligen kuperad.Närmaste större samhälle är Gostovići, 2,0 km sydväst om Klek. 
I omgivningarna runt Klek växer i huvudsak blandskog. Runt Klek är det ganska tätbefolkat, med 93 invånare per kvadratkilometer.